# Płatnik składek
Płatnik składek – w prawie ubezpieczeń społecznych jednostki organizacyjne bądź też osoby zobligowane z jakiegokolwiek tytułu do obliczenia należnych składek, pobrania ich oraz przekazania tych składek do Zakładu Ubezpieczeń Społecznych.
Na gruncie Ustawy o systemie ubezpieczeń społecznych nie zdefiniowano pojęcia płatnika. Jest to jedynie przyjęta definicja, od której występują liczne wyjątki.

## Płatnicy składek
W Polsce, płatnikami składek na ubezpieczenia społeczne w odniesieniu do określonych podmiotów są:
1. Ubezpieczeni – zobligowani do uiszczania składek na własne ubezpieczenia społeczne,
2. Pracodawca w rozumieniu art. 3 Kodeksu Pracy – Pracodawcą jest jednostka organizacyjna, choćby nie posiadała osobowości prawnej, a także osoba fizyczna, jeżeli zatrudniają one pracowników. Jest on płatnikiem w odniesieniu do zatrudnionych pracowników oraz osób podlegających kwalifikacji wojskowej odbywających służbę zastępczą. Pracodawca rozumiany jest także jako inna osoba fizyczna pozostająca z inną osobą w stosunku prawnym uzasadniającym objęcie tej osoby ubezpieczeniami społecznymi. W odniesieniu do podmiotów. Osoba fizyczna, która nie jest pracodawcą, lecz pozostaje w stosunku prawnym będącym np. stosunkiem zlecenia również posiada status pracodawcy oraz tym samym płatnika składek. Pracodawca posiada także status płatnika składek na ubezpieczenie emerytalne, rentowe, chorobowe i wypadkowe z tytułu umowy o dzieło. Podmiot zawierający taką umowę cywilnoprawną należy również kwalifikować jako pracownika. Pracodawca jest również płatnikiem składek w odniesieniu do podmiotów, którym wypłacane są przez niego zasiłki macierzyńskie. W przypadku gdy płatnikiem zasiłku macierzyńskiego jest ZUS, pracodawca nie jest objęty statusem płatnika,
3. Spółka cywilna oraz spółki prawa handlowego w odniesieniu do zatrudnianych pracowników[3],
4. Wspólnicy spółki cywilnej, a także wspólnicy spółek prawa handlowego są jednocześnie ubezpieczonymi oraz płatnikami składek na własne ubezpieczenia społeczne (art. 4 pkt 2 lit. d Ustawy o systemie ubezpieczeń społecznych)[3],
5. Małżonkowie prowadzący wspólną działalność gospodarczą – każdy z małżonków jest płatnikiem składek na własne ubezpieczenia,
6. Pracownik przejmujący obowiązki pracodawcy z tytułu własnego ubezpieczenia społecznego,
7. Zakład Ubezpieczeń Społecznych w odniesieniu do podmiotów którym wypłaca zasiłki i które podlegają ubezpieczeniom społecznym z tytułu zasiłku macierzyńskiego lub innego zasiłku, którego wysokość jest równa wysokości zasiłku macierzyńskiego. W sytuacji gdy zasiłek macierzyński wypłacany jest przez ZUS ze względu na nieuprawnienie płatnika do wypłaty zasiłku, ZUS jedynie rozlicza składki oraz wykonuje obowiązki dokumentacyjne. We wskazanej sytuacji płatnika obejmuje jedynie imienny raport miesięczny o wypłaconych świadczeniach i przerwach w opłacaniu składek, a także określenie luki w opłacanych składkach z tytułu umowy o pracę. ZUS jest również płatnikiem składek raz w odniesieniu do podmiotów w art. 6a ust. 1 i art. 6b ust. 1,
8. Rodzic zatrudniający nianię na podstawie umowy uaktywniającej – niania, którą zatrudniono na podstawie umowy uaktywniającej obejmuje obowiązek ubezpieczenia emerytalnego, rentowego i wypadkowego oraz dobrowolne jest ubezpieczenie chorobowe. Obowiązkowe ubezpieczenie dotyczy także uczniów i studentów wykonujących tego typu umowę. Składki na ubezpieczenia emerytalne, rentowe i wypadkowe za nianię obliczone od podstawy, którą stanowi kwota nie wyższa niż kwota minimalnego wynagrodzenia za pracę. Składki na ubezpieczenia emerytalne, rentowe i wypadkowe obliczone od podstawy wymiaru stanowiącej kwotę nadwyżki ponad kwotę minimalnego wynagrodzenia za pracę opłaca jeden z rodziców na zasadach określonych dla zleceniobiorców. Składki na dobrowolne ubezpieczenie chorobowe są finansowe przez ubezpieczonych oraz opłacane do ZUS przez rodzica[2],
9. Podmiot, na rzecz którego wykonywana jest odpłatnie praca w czasie odbywania kary pozbawienia wolności lub tymczasowego aresztowania. Podmiot ten jest płatnikiem składek w odniesieniu do podmiotów, które podlegają ubezpieczeniom społecznym z tytułu pobierania oraz do podmiotów wykonujących pracę na podstawie skierowania do pracy zasiłku macierzyńskiego, a zasiłek ten wypłacany jest przez ten podmiot,
10. Powiatowy Urząd Pracy w stosunku do podmiotów, które pobierają zasiłek dla bezrobotnych lub stypendium wypłacane w czasie uczestnictwa na zajęciach studiów podyplomowych, które współfinansowane są ze środków Funduszu Pracy. Podmiot odbywający studia nie może pozostawać zatrudniona ani wykonywać innej pracy zarobkowej, ani prowadzić jednak działalności gospodarczej,
11. Podmioty wskazane w art. 4 pkt 2 lit. za Ustawy o systemie ubezpieczeń społecznych[4] tj.: jednostki samorządu terytorialnego i ich jednostki organizacyjne, z wyjątkiem wojewódzkich i powiatowych urzędów pracy, Ochotnicze Hufce Pracy, agencje zatrudnienia, instytucje szkoleniowe, instytucje dialogu społecznego, instytucje partnerstwa lokalnego, organizacje pozarządowe działające na rzecz rozwoju zasobów ludzkich i przeciwdziałania bezrobociu, jednostki naukowe, organizacje pracodawców, związki zawodowe, ośrodki doradztwa rolniczego, ośrodki poradnictwa zawodowego i psychologicznego, które korzystają z publicznych środków wspólnotowych i publicznych środków krajowych na podstawie umowy o dofinansowanie projektu albo decyzji. W stosunku do osób otrzymujących stypendium w czasie uczestnictwa w szkoleniu, stażu bądź też w czasie przygotowania zawodowego dorosłych, jeżeli nie zostały skierowane przez Powiatowy Urząd Pracy, lecz przez inne podmioty podlegających ubezpieczeniom emerytalnemu, rentowym i wypadkowemu,
12. Krajowa Szkoła Administracji Publicznej w odniesieniu do słuchaczy, tj. absolwentów studiów wyższych z tytułem magistra lub równorzędnym, którzy w czasie kształcenia pobierają stypendium przysługujące wszystkim podmiotom pobierającym naukę w tej placówce,
13. Osoby prowadzące pozarolniczą działalność, w odniesieniu do osób współpracujących przy prowadzeniu tej właśnie działalności,
14. Osoby prowadzące pozarolniczą działalność gospodarczą są jednocześnie ubezpieczonymi oraz płatnikami na swoje ubezpieczenie,
15. Kancelaria Sejmu w odniesieniu do posłów RP oraz do posłów do Parlamentu Europejskiego,
16. Kancelaria Senatu w odniesieniu do senatorów,
17. Duchowni oraz członkowie zakonów męskich i żeńskich Kościoła katolickiego, innych kościołów i związków wyznaniowych, z wyłączeniem alumnów seminariów duchownych, nowicjuszy postulantów i juniorystów, którzy nie ukończyli 25 lat nienależący do zakonu, przełożony domu zakonnego lub klasztoru w odniesieniu do członków zakonów bądź też za pozwoleniem Zakładu, inna zwierzchnia instytucja diecezjalna lub zakonna w stosunku do duchownych objętych tą zgodą,
18. Jednostka organizacyjna podlegająca Ministrowi Obrony Narodowej; w odniesieniu do żołnierzy niezawodowych pełniących czynną służbę wojskową, z wyłączeniem żołnierzy pełniących służbę kandydacką,
19. Ośrodek pomocy społecznej; w odniesieniu do osób rezygnujących z zatrudnienia w związku z koniecznością sprawowania bezpośredniej, osobistej opieki nad długotrwale lub ciężko chorym członkiem rodziny oraz wspólnie niezamieszkującymi matką, ojcem lub rodzeństwem,
20. Minister właściwy do spraw finansów publicznych i dyrektor izby celnej w odniesieniu do funkcjonariuszy celnych podlegających ubezpieczeniom emerytalnemu i rentowym w czasie trwania służby,
21. Wojewódzki urząd pracy – w odniesieniu do osób, których świadczenia pracownicze finansowane są ze środków Funduszu Gwarantowanych Świadczeń Pracowniczych, jeżeli świadczenia te wypłacane są przez ten urząd,
22. jednostka obsługi ekonomiczno-administracyjnej utworzona przez jednostkę samorządu terytorialnego, jeżeli rozlicza i opłaca składki za ubezpieczonych wykonujących pracę w podlegających jej szkołach, przedszkolach i innych jednostkach organizacyjnych systemu oświaty,
23. Wójt, burmistrz lub prezydent miasta – w odniesieniu do osób pobierających świadczenie pielęgnacyjne przysługujące osobie, która tytułu rezygnacji z zatrudnienia lub innej pracy zarobkowej, w celu sprawowania opieki nad osobami posiadającymi orzeczenie o niepełnosprawności. Wysokość składki uiszczanej przez płatnika jest zależna od podstawy odpowiadającej wysokości świadczenia pielęgnacyjnego w dniu opłacenia składki. Okres opłacania składki został ściśle określony ze względu na płeć oraz wiek osiągnięcia wieku emerytalnego,
24. podmiot wypłacający świadczenie szkoleniowe po ustaniu zatrudnienia – w odniesieniu do osób, którym wypłaca to świadczenie,
25. podmiot, który wypłaca stypendium sportowe – w odniesieniu do osób je pobierających,
26. podmiot, w którym jest pełniona służba w stosunku do żołnierzy zawodowych i funkcjonariuszy oddelegowanych do pełnienia w nim służby, jeżeli otrzymują uposażenie wypłacane przez ten podmiot.

### Ubezpieczenia zdrowotne
Płatnikami na ubezpieczenie zdrowotne są:
1. rolnicze spółdzielnie produkcyjne i spółdzielnie kółek rolniczych w stosunku do swoich członków oraz rodzin członków;
2. Krajowa Szkoła Sądownictwa i Prokuratury w stosunku do aplikantów;
3. Sąd w stosunku do ławników sądowych niepodlegających obowiązkowi ubezpieczenia zdrowotnego z innego tytułu;
4. Podmiot, w którym działa rada nadzorcza w stosunku do członków rady nadzorczej
5. Podmiot wypłacający uposażenie lub świadczenie w stosunku do osób pobierających uposażenie w stanie spoczynku lub uposażenie rodzinne, uposażenie po zwolnieniu ze służby lub świadczenie pieniężne o takim samym charakterze
6. ZUS w stosunku do osób pobierających zasiłek przedemerytalny lub świadczenie przedemerytalne oraz w stosunku do podmiotów pobierających nauczycielskie świadczenie kompensacyjne.
7. ZUS, Kasa Rolniczego Ubezpieczenia Społecznego, inny właściwy organ emerytalny lub rentowy lub instytucja wypłacająca emeryturę lub rentę albo bank dokonujący wypłaty emerytury lub renty z zagranicy stosunku do osoby pobierającej emeryturę lub rentę
8. Pracodawca lub rolnicza spółdzielnia produkcyjna jest płatnikiem ubezpieczenia zdrowotnego w stosunku do osób korzystających z urlopu wychowawczego
9. Pracodawca w odniesieniu do osób pozostających w stosunku pracy, w stosunku służbowym albo odbywającą służbę zastępczą
10. Podmiot wypłacający świadczenie szkoleniowe w stosunku do osoby pobierającej świadczenie szkoleniowe wypłacane po ustaniu zatrudnienia
11. Zamawiający w odniesieniu do osób wykonujących pracę na podstawie umowy zlecenia, umowy agencyjnej lub innej umowy o świadczenie usług oraz za osobę z nią współpracującą.
12. Podmiot wypłacający świadczenie, wynagrodzenie lub zasiłek w stosunku do osób pobierających świadczenie socjalne wypłacane w okresie urlopu lub zasiłek socjalny wypłacany na czas przekwalifikowania zawodowego i poszukiwania nowego zatrudnienia, osobę pobierającą wynagrodzenie przysługujące w okresie korzystania ze stypendium na przekwalifikowanie lub w okresie korzystania ze świadczenia górniczego
13. Podmiot wypłacający uposażenie lub świadczenie za osobę pobierającą uposażenie w stanie spoczynku lub uposażenie rodzinne, uposażenie po zwolnieniu ze służby lub świadczenie pieniężne o takim samym charakterze składkę
14. Szkoła Państwowej Straży Pożarnej w stosunku do podmiotów wskazanych w art. 81 ust. 7 Ustawy o świadczeniach opieki zdrowotnej finansowanych ze środków publicznych.

## Obowiązki płatnika
Płatnik zobowiązany jest przekazywać do ZUS każdego miesiąca deklarację rozliczeniową DRA, która stanowi informację o łącznej wysokości składek za miesiąc ubiegły. W przypadku gdy płatnik zatrudnia pracowników, musi również do tej deklaracji załączyć deklaracje RCA za siebie i za każdą zatrudnioną osobę, w których to wykazane są odrębnie składki każdej z tych osób. W przypadku wystąpienia nieobecności załącza się również deklarację RSA, w której zostaną one wykazane.
Przed przekazaniem do Zakładu Ubezpieczeń Społecznych składek należy spełnić obowiązek zgłoszeniowy. Osoby fizyczne składają formularz ZUS ZFA. Osoby prawne i jednostki organizacyjne nie posiadające osobowości prawnej zgłoszenia dokonują poprzez złożenie dokumentu ZUS ZPA. Niektóre podmioty przekazują dokumenty poprzez teletransmisję danych. Dokument zgłoszenia w formie pisemnej bądź też w formie wydruku musi być przekazany odpowiedniej terenowej jednostce organizacyjnej ZUS w terminie 7 dni od: daty zatrudnienia pierwszego pracownika bądź od daty powstania stosunku prawnego oraz daty kiedy powstanie obowiązek ubezpieczeń emerytalnego i rentowych dla ubezpieczonych zobligowanych do płacenia składek na ubezpieczenie własne lub na ubezpieczenie współpracowników.
Dokumenty ubezpieczeniowe składane przez płatnika są źródłem informacji na poczet identyfikacji konta płatnika składek. Płatnicy są kojarzeni z identyfikatorami numerycznymi – numerem NIP oraz REGON (bądź też w razie braku tych numerów jest to numer PESEL lub serię i numer dokumentu tożsamości).
Należności przekazywane są na określone przez ZUS rachunki bankowe w dwóch formach: w formie gotówkowej lub w formie bezgotówkowej. Przyjęto, że następuje to poprzez obciążenie rachunku bankowego lub płatniczego w instytucji płatniczej. Może być to dowolny rachunek, także rachunek oszczędnościowo-rozliczeniowy płatnika składek.
W przypadku niezłożenia w odpowiednim terminie deklaracji rozliczeniowej ZUS DRA składka określona zostaje z urzędu w wysokości odpowiadającej deklaracji rozliczeniowej ZUS DRA jaką złożono jako ostatnią.